# 피아노 가이스
피아노 가이스(영어: The Piano Guys)는 존 슈미츠, 스티븐 샤프 넬슨, 폴 앤더슨, 앨 반 더 빅으로 이루어진 미국 음악 그룹이다. 유튜브에 유명곡과 클래식 음악을 첼로와 피아노로 연주한 것을 기고하여 유명해졌다. 그들의 앨범인 The piano Guys, The Piano Guys 2, A Family Christmas, Wonders는 빌보드 차트에서 뉴에이지 음악과 클래식 음악 부문의 1위를 차지했다. 피아노 가이스의 앨범인 Wonders는 2014년 10월 7일에 발매되었다.

## 역사
폴 앤더슨은 유타주 세인트조지에 피아노 가게를 가지고 있었는데, 존 슈미츠가 곧 열릴 콘서트의 피아노 연습을 위해 그의 가게를 방문하게 되었다. 폴 앤더슨은 슈미츠의 재능에 감명받아 같이 뮤직 비디오를 만들게 된다. 이후 슈미츠는 몇 년 동안 호흡을 같이 맞춰온 넬슨을 팀에 추가한다. 몇 달이 지나, 폴 앤더슨과 텔 스튜어트, 그리고 존 슈미츠, 스티븐 샤프 넬슨, 알 반 더 빅은 비디오를 만들기 시작했다. 그 시점에서 존 슈미츠, 스티븐 샤프 넬슨, 그리고 알 반 더 빅은 스튜디오 프로듀서와 음악가로 첫 협업을 한지 오래된 시점이 아니었다. 이후 다섯명이 협업한 그룹이 첫 발을 떼어, 유튜브에 한주마다 동영상을 만들고 포스팅하기 시작한다.

## 성공
몇몇 그룹이 2000만 조회수를 돌파하기는 하지만, 거의 모든 그룹이 75만 조회수를 넘기는데 그친다. 2017년 1월, 피아노 가이스의 유튜브 채널은 조회수가 11억회를 넘겼으며, 530만명의 구독자를 가지고 있다. 2011년 6월, 피아노 가이스는 존 슈미츠와 스티븐 샤프 넬슨과 함께 유튜브 "On the Rise" 콘테스트에 "Michael Meets Mozart"로 "Most Up-and-Coming Channel" 상을 수상하였다.

## 소니와의 계약
2012년 9월, 피아노 가이스는 소니와 계약한다고 발표했다. 이것은 앨범 The Piano Guys를 전 세계에 발매하는 결과를 이끌었다. 이어서 2013년 The Piano Guys 2를 발매했고, 2014년 Wonders를 발매하게 된다.

## 음반
| Hits Volume 1                                                     | - 발매: 2011년 12월 1일 - 음반사: 직접 발매 - 방식: 디지털 다운로드, CD       | —  | 7 | 1 | —  | —  | —  | —  | —  |
| The Piano Guys                                                    | - 발매: 2012년 10월 2일 - 음반사: 소니 마스터웍스 - 방식: 디지털 다운로드, CD | 44 | 1 | 1 | —  | 65 | 51 | —  | 51 |
| The Piano Guys 2                                                  | - 발매: 2013년 5월 7일 - 음반사: Portrait - 방식: 디지털 다운로드, CD         | 38 | 1 | 1 | —  | —  | 97 | —  | —  |
| A Family Christmas                                                | - 발매: 2013년 10월 22일 - 음반사: Portrait - 방식: 디지털 다운로드, CD       | 20 | 1 | 1 | —  | —  | —  | —  | —  |
| Wonders                                                           | - 발매: 2014년 10월 7일 - 음반사: Portrait - 방식: 디지털 다운로드, CD        | 12 | 1 | 1 | 88 | —  | 86 | 46 | —  |
| "—"는 차트에 등재되지 않았거나 발매하지 않았다는 것을 표시합니다. |                                                                               |    |   |   |    |    |    |    |    |

## 수상
YouTube Music Awards
| 년도 | 분야                 | 작품              | 결과 |
| ---- | -------------------- | ----------------- | ---- |
| 2013 | Response of the Year | "Titanium/Pavane" | 후보 |